# Elton Monteiro
Elton Monteiro Almada, né le 22 février 1994 à Sion (Suisse), est un footballeur portugais, qui joue au poste de défenseur central au sein du club suisse du FC Lausanne-Sport.
Il est le cousin des footballeurs Gelson Fernandes et Adilson Cabral.

## Biographie

### En club
Le 4 décembre 2012, Monteiro est convoqué pour la première fois par l'entraîneur de la première équipe d'Arsenal Arsène Wenger, pour disputer le dernier match du groupe des Gunners lors de la Ligue des champions de l'UEFA 2012-2013, face au club grec de l'Olympiakos. Outre Elton, quatre autres joueurs des U23 du club londonien sont convoqués pour le match, d'une part pour pallier l'absence de certains cadres de l'équipe, et d'autre part car le club anglais est déjà qualifié pour la phase finale avant de commencer la rencontre. Lors de ce match perdu 2-1 au stade Karaïskakis, le natif de Sion n'entre pas en jeu.
Le 24 mai 2015, il quitte Arsenal FC pour s'engager du côté de la Belgique, au Club Bruges KV.
Elton fait ses débuts professionnels le 16 août 2014, avec le SC Braga B face au CD Aves, en remplaçant Pedro Eira à la 58e minute de jeu (victoire 2-0 au Estádio 1º de Maio). Ce match entre dans le cadre de la 2e journée de Liga Pro 2014-2015.
Le 4 février 2015, après avoir passé 5 ans à l'étranger, il revient en Suisse et s'engage avec le club du FC Lausanne-Sport jusqu'en 2017. Monteiro dispute son premier match avec les bleus et blancs le 21 mars 2015, face au FC Schaffhouse lors d'un match de Challenge League 2014-2015, en tant que titulaire (défaite 4-0 au stade olympique de la Pontaise). Le natif de Sion inscrit son premier but avec les Lausannois le 9 août 2015, lors d'un match de D2 suisse face au FC Le Mont, à la 28e minute de jeu (victoire 3-1 à Baulmes). 
Le 21 juillet 2017, le défenseur prolonge son contrat avec le LS jusqu'en 2021. Ses bonnes performances durant la saison 2017-2018 (32 matchs disputés) lui valent les sollicitations de plusieurs clubs français. 
Avec l'arrivée de Giorgio Contini sur le banc du Lausanne-Sport à la place de Fabio Celestini, Elton Monteiro n'entre plus dans les plans du technicien italien, disputant seulement 9 matchs avec les Vaudois lors de la première partie de saison. Le 18 février 2019, le natif de Sion est prêté au club polonais du Miedź Legnica pour 6 mois, soit jusqu'à l'issue de la saison 2018-2019. Avec les Polonais, il joue son premier match le 13 avril 2019, face à l'Arka Gdynia lors de la 30e journée d'Ekstraklasa 2018-2019 (match nul 1-1 au stade municipal de Gdynia).
Après un prêt peu convaincant du côté de l'est de l'Europe (8 matchs disputés, dont 4 avec l'équipe réserve), Elton retourne au LS et est, dans la foulée, inscrit dans le contingent du LS pour la saison 2019-2020.

### En équipe nationale

#### Portugal -20 ans
En hiver 2014, Elton Monteiro est convoqué par Ilídio Vale, entraîneur de l'équipe du Portugal des moins de 20 ans, pour disputer une série de matchs amicaux. Il joue son premier match avec les moins de 20 ans le 5 février 2014, face à l'équipe de Slovaquie espoirs, en entrant en jeu à la mi-temps à la place de Rudinilson Silva (victoire 2-0 à Marinha Grande).

#### Portugal espoirs
Elton Monteiro reçoit une sélection en équipe du Portugal espoirs, le 10 septembre 2013, contre la Pologne (victoire 6-1).